# アーチミッション財団
アーチミッション財団(Arch Mission Foundation)は地球を含む太陽系周辺に人類の知識の複数の冗長なリポジトリを作ることを目的とした非営利団体である。

## データアーカイブ

### 1枚目から5枚目のアーカイブディスク
5次元光ストレージ技術の概念実証として、財団はアイザック・アシモフのファウンデーションシリーズを収録したディスクを5枚ずつ作成した。
このディスクは、人類が作成した最も長持ちする記憶媒体とされる。